# Villoslada de Cameros
Villoslada de Cameros tỉnh và cộng đồng tự trị La Rioja, phía bắc Tây Ban Nha. Đô thị này có diện tích là 94,56 ki-lô-mét vuông, dân số năm 2009 là 367 người với mật độ 3,88 người/km². Đô thị này có cự ly 50 km so với Logroño.